# Bjerknessenteret
Bjerknessenteret for klimaforskning (BCCR) är ett internationellt klimatforskningscentrum i Bergen. Forskningen är främst fokuserad på höga breddgrader. 